# Tournoi d'ouverture du championnat du Paraguay de football 2018
Navigation
Tournoi précédent Tournoi suivant
Le tournoi d'ouverture de la saison 2018 du Championnat du Paraguay de football est le premier tournoi semestriel de la cent-huitième saison du championnat de première division au Paraguay. La saison est scindée en deux tournois saisonniers qui délivrent chacun un titre de champion. Les douze clubs participants sont réunis au sein d'une poule unique où ils affrontent leurs adversaires deux fois, à domicile et à l'extérieur. Il n’y a ni promotion, ni relégation à l’issue du tournoi.
C'est le Club Olimpia qui remporte le tournoi après avoir terminé en tête du classement final, avec onze points d'avance sur le tenant du titre, le Cerro Porteño et quatorze sur le Club Libertad. C'est le quarante-et-unième titre de champion du Paraguay de l'histoire du club.

## Qualifications continentales
Le vainqueur du tournoi Ouverture est qualifié pour la Copa Libertadores 2019.

## Les clubs participants
- Club Libertad
- Club Nacional
- Cerro Porteño
- Club Guaraní
- Club Deportivo Capiatá
- Club Sol de América
- Club Deportivo Santaní - Promu de División Intermedia
- Club Olimpia
- Club Sportivo Luqueño
- Club General Díaz
- Independiente Campo Grande
- Club Atlético 3 de Febrero - Promu de División Intermedia

## Compétition
Le barème utilisé pour établir le classement est le suivant :
- Victoire : 3 points
- Match nul : 1 point
- Défaite : 0 point

### Classement
| Rang | Équipe                      | Pts | J  | G  | N  | P  | Bp | Bc | Diff |
| ---- | --------------------------- | --- | -- | -- | -- | -- | -- | -- | ---- |
| 1    | Club Olimpia                | 53  | 22 | 16 | 5  | 1  | 52 | 22 | +30  |
| 2    | Cerro PorteñoT              | 42  | 22 | 12 | 6  | 4  | 43 | 17 | +26  |
| 3    | Club Libertad               | 39  | 22 | 11 | 6  | 5  | 37 | 24 | +13  |
| 4    | Club Nacional               | 38  | 22 | 10 | 8  | 4  | 32 | 21 | +11  |
| 5    | Independiente Campo Grande  | 31  | 22 | 9  | 4  | 9  | 30 | 32 | -2   |
| 6    | Club Sol de América         | 30  | 22 | 8  | 6  | 8  | 36 | 40 | -4   |
| 7    | Club General Díaz           | 24  | 22 | 6  | 6  | 10 | 27 | 39 | -12  |
| 8    | Club Guaraní                | 23  | 22 | 6  | 5  | 11 | 25 | 39 | -14  |
| 9    | Club Deportivo SantaníP     | 22  | 22 | 4  | 10 | 8  | 22 | 25 | -3   |
| 10   | Club Sportivo Luqueño       | 21  | 22 | 5  | 6  | 11 | 25 | 37 | -12  |
| 11   | Club Deportivo Capiatá      | 21  | 22 | 5  | 6  | 11 | 31 | 45 | -14  |
| 12   | Club Atlético 3 de FebreroP | 15  | 22 | 2  | 8  | 12 | 21 | 40 | -19  |

|  | Qualification pour la Copa Libertadores 2019         |
|  | T : Tenant du titre P : Promu de División Intermedia |

### Résultats
| Résultats (▼dom., ►ext.)   | 3FE | CCP | CAP | SAN | GEN | GUA | IND | LIB | NAC | OLI | SOL | SLU |
| Club Atlético 3 de Febrero |     | 1-1 | 3-0 | 0-0 | 2-2 | 1-2 | 0-2 | 1-4 | 1-1 | 0-4 | 2-1 | 0-2 |
| Cerro Porteño              | 3-1 |     | 2-2 | 0-0 | 4-1 | 2-1 | 4-0 | 0-2 | 5-0 | 1-0 | 2-0 | 2-0 |
| Club Deportivo Capiatá     | 2-1 | 2-3 |     | 2-1 | 1-1 | 0-1 | 2-1 | 2-4 | 0-1 | 2-2 | 1-1 | 4-1 |
| Club Deportivo Santaní     | 1-0 | 1-1 | 3-3 |     | 0-1 | 2-0 | 1-1 | 1-2 | 1-1 | 1-5 | 2-0 | 3-0 |
| Club General Díaz          | 3-2 | 1-0 | 1-1 | 1-0 |     | 0-3 | 1-1 | 0-2 | 1-2 | 1-2 | 1-1 | 2-1 |
| Club Guaraní               | 1-1 | 0-4 | 2-1 | 1-1 | 2-2 |     | 0-1 | 0-2 | 1-4 | 0-0 | 6-2 | 1-4 |
| Independiente Campo Grande | 1-1 | 0-3 | 3-1 | 1-0 | 2-3 | 2-1 |     | 3-1 | 0-3 | 1-2 | 3-1 | 4-1 |
| Club Libertad              | 2-0 | 1-1 | 3-2 | 1-1 | 1-0 | 2-0 | 1-0 |     | 0-0 | 0-1 | 1-2 | 1-2 |
| Club Nacional              | 0-0 | 2-1 | 4-0 | 0-0 | 3-1 | 3-0 | 1-0 | 1-1 |     | 0-0 | 1-1 | 0-2 |
| Club Olimpia               | 3-2 | 1-0 | 1-0 | 2-1 | 3-1 | 5-2 | 4-2 | 2-1 | 4-2 |     | 3-3 | 3-0 |
| Club Sol de América        | 4-1 | 0-3 | 5-1 | 3-2 | 4-3 | 0-0 | 0-1 | 3-3 | 1-0 | 0-3 |     | 3-1 |
| Club Sportivo Luqueño      | 1-1 | 1-1 | 1-2 | 0-0 | 2-0 | 0-1 | 1-1 | 2-2 | 1-3 | 2-2 | 0-1 |     |

## Bilan de la saison
| Championnat du Paraguay de football 2018 |                          |
| Champion                                 | Club Olimpia (41e titre) |
| Qualifications continentales             |                          |
| Copa Libertadores 2019                   | Club Olimpia             |
| Promotions et relégations                |                          |
| Promus en Primera División               | Aucun                    |
| Relégués en División Intermedia          | Aucun                    |